# Scalae Caci

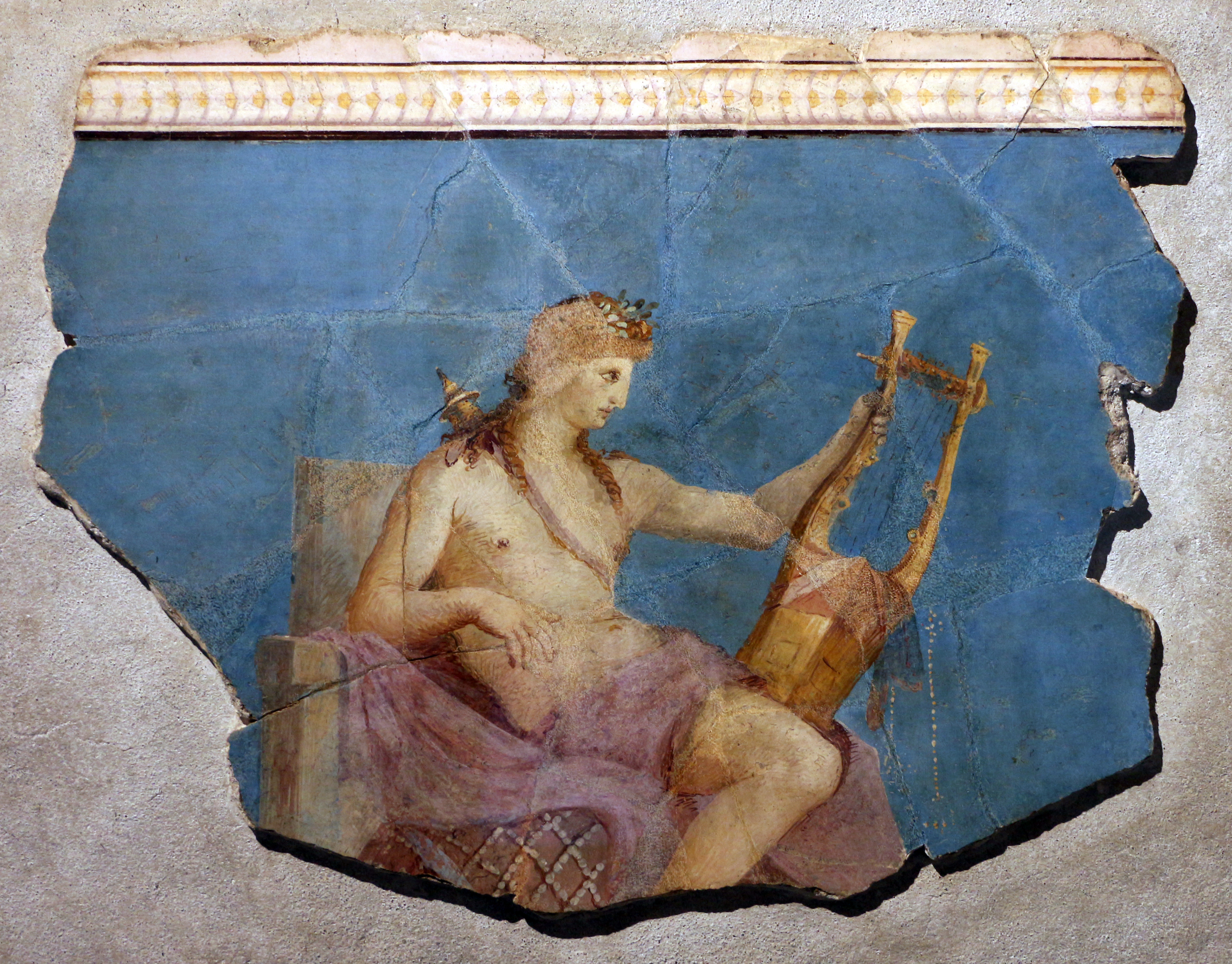
Apollo citaredo, trovato presso le Scalae Caci, Antiquarium del Palatino

Le Scalae Caci ("scale di Caco", gigante avversario di Ercole) erano delle scale dell'antica Roma.

## Storia
Esse mettevano in comunicazione il Cermalus (o Germalus), nome dell'altura occidentale del Palatino, (prima che divenisse residenza imperiale) con il Foro Boario. 
Marco Terenzio Varrone, citato da Solino,  descrivendo dove si trovava Roma quadrata, racconta che le scale finivano dove si trovava il tugurio di Faustolo, il pastore che trovò Romolo e Remo abbandonati nella cesta.
Plutarco racconta che nei loro pressi vi era la residenza di Romolo.
Delle scale restano solo scarsi resti, posti nel sito delle capanne del Palatino su uno strato repubblicano vicino ai resti del teatro di Cassio Longino del 154 a.C..